# Niceritrol
Niceritrol é um fármaco derivado da niacina utilizado como um agente hipolipidémico.